# Arthur Hermann
Arthur Alfred Hermann (ur. 16 października 1893 w Miluzie, zm. 28 marca 1958 w Belfort) – francuski gimnastyk, dwukrotny medalista olimpijski.
W 1920 r. reprezentował barwy Francji na letnich igrzyskach olimpijskich w Antwerpii, zdobywając brązowy medal w wieloboju drużynowym. Podczas kolejnych igrzysk (Paryż 1924) zdobył srebrny medal, również w wieloboju drużynowym. Startował również w konkurencjach indywidualnych, najlepszy wynik (6. miejsce) osiągając we wspinaniu po linie (w końcowej klasyfikacji wieloboju indywidualnego zajął 27. miejsce).